# Altes Gildenhaus (Dunfermline)

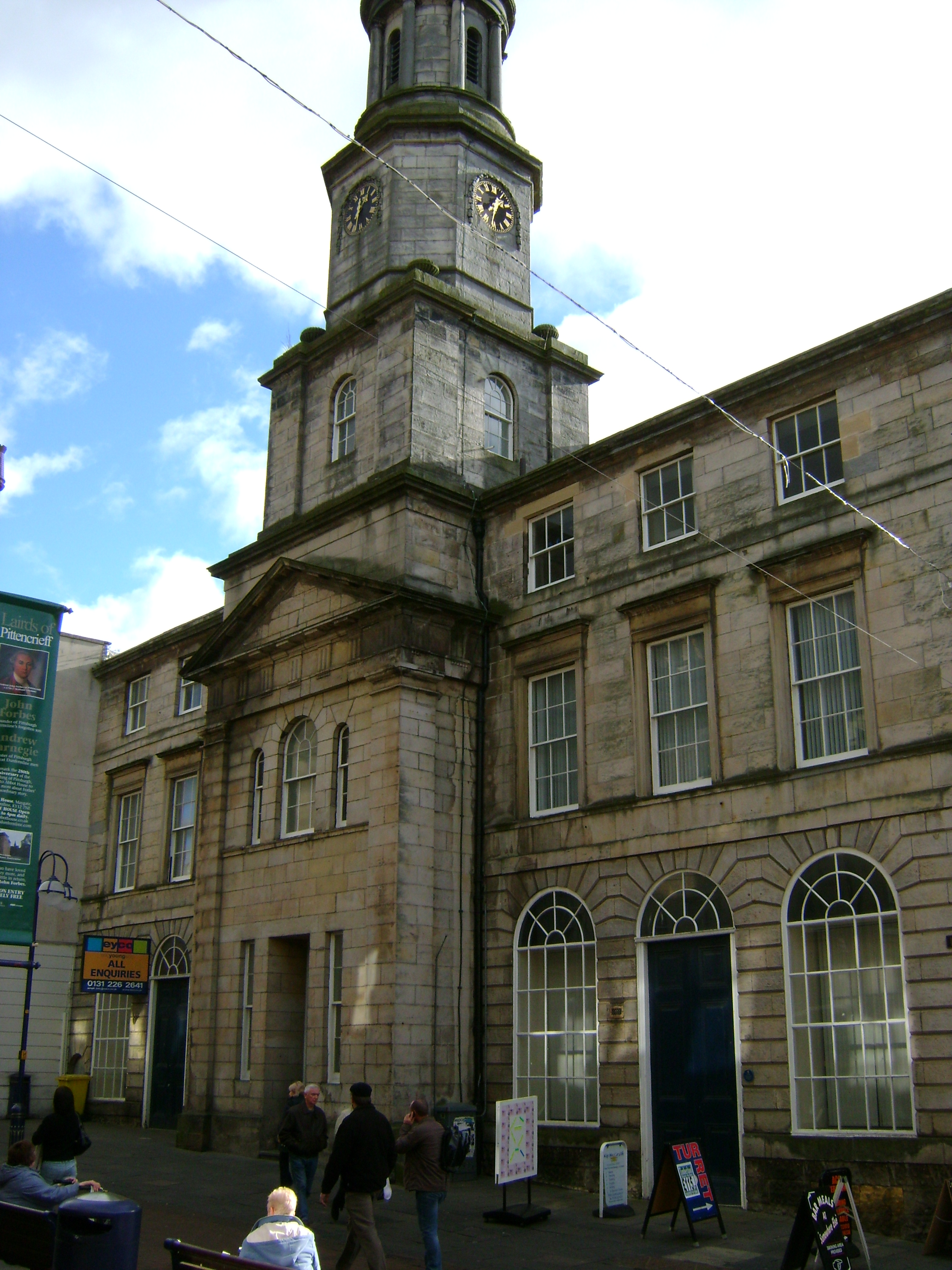
Altes Gildenhaus von Dunfermline

Das Alte Gildenhaus von Dunfermline befindet sich in der schottischen Stadt Dunfermline in der Council Area Fife. 1971 wurde das Bauwerk als Einzeldenkmal in die schottischen Denkmallisten in der höchsten Denkmalkategorie A aufgenommen.

## Geschichte
Das Alte Gildenhaus wurde zwischen 1805 und 1811 als Gildenhaus und Handelsplatz für Stoffe errichtet. Für den Entwurf zeichnet der schottische Architekt Archibald Elliot verantwortlich. Die Nutzung dauerte jedoch nur kurze Zeit an. Bereits 1817 beherbergte das Gebäude das Hotel Spire Inn. Nach Umbaumaßnahmen nutzte die Grafschaft Fife ab 1850 das alte Gildenhaus als Ratsgebäude. Des Weiteren war dort der Sheriff Court ansässig. Ab 1993 wurde es als Standort der öffentlichen Arbeitsvermittlung genutzt.

## Beschreibung
Das alte Gildenhaus steht an prominenter Position an der Einmündung der Guildhall Street in die High Street im Zentrum Dunfermlines. Das klassizistische, dreistöckige Eckhaus weist einen L-förmigen Grundriss auf. Im Bereich des Erdgeschosses ist das Sandsteinmauerwerk rustiziert. Die nordexponierte Hauptfassade entlang der High Street ist sieben Achsen weit. Das zweiflüglige Hauptportal mit Kämpferfenster am Mittelrisaliten ist schlicht pilastriert und schließt mit dorischem Gebälk. Im Erdgeschoss sowie am Risaliten sind Rundbogenfenster verbaut, wohingegen entlang der sonstigen Fassaden längliche, sechs- oder zwölfteilige Sprossenfenster eingesetzt sind. Im ersten Obergeschoss schließen sie Architrave und sind schlicht bekrönt. Die Fassade entlang der Guildhall Street ist analog gestaltet. Das abschließende Walmdach des alten Gildenhauses ist mit grauem Schiefer eingedeckt.
Am Risaliten ragt ein markanter, vierstöckiger Turm auf, der eine Landmarke darstellt. Er verjüngt sich stufenweise und ist ab dem dritten Abschnitt oktogonal geführt. Die unteren Abschnitte sind pilastriert und durch Gesimse gegliedert. Vier Turmuhren sind im dritten Abschnitt eingelassen. Darüber sitzt eine ionische Rotunde, die in einem spitzen Helm ausläuft.